# Ravil' Netfullin
Ravil' Sjagidovič Netfullin (in russo Рави́ль Сяги́дович Нетфу́ллин?; Mosca, 3 marzo 1993) è un calciatore russo, centrocampista della Torpedo Mosca.

## Carriera

### Club
Ha esordito in Prem'er-Liga il 28 luglio 2012 disputando con il CSKA Mosca l'incontro perso 3-1 contro l'Amkar Perm'.

### Nazionale
Ha giocato nelle nazionali giovanili russe Under-18, Under-19 ed Under-21.

## Palmarès

### Club

#### Competizioni nazionali
- Campionato russo: 1

CSKA Mosca: 2012-2013
- Coppa di Russia: 1

CSKA Mosca: 2012-2013
- Supercoppa di Russia: 1

CSKA Mosca: 2013
- Pervenstvo Futbol'noj Nacional'noj Ligi: 1

Torpedo Mosca: 2021-2022